# 동철원역
동철원역(東鐵原驛)은 지금의 강원특별자치도 철원군 철원읍에 위치했던 금강산선의 철도역이다.

## 연혁
- 1924년 8월 1일 : 철원~김화 간 개통과 함께 월하리역(月下里驛)으로 영업 개시[1]
- 1924년 11월 26일 : 전기운전 개시[2]
- 일자 불명[3] : 동철원역으로 개칭
- 1950년 : 한국 전쟁으로 폐지

## 역 주변
월하3거리(국도 제87호선과 지방도 제464호선이 합류) 바로 북쪽에 위치해 있으며, 사요~동철원 구간의 일부는 도로로 사용되고 있다.
- 월하3거리
- 월하리 마을회관
- 월하 미곡처리장